# Stazione di Neuchâtel
La stazione di Neuchâtel è la principale stazione ferroviaria a servizio dell'omonima città svizzera. È gestita dalle Ferrovie Federali Svizzere.